# Islington (quartiere)
Islington è un quartiere a nord di Londra, Inghilterra. Appartiene al borgo londinese omonimo e si estende da Islington High Street a Highbury Fields, intorno a Upper Street. Il nome è talvolta utilizzato anche per le aree vicine a Upper Street, ad es. Barnsbury e Canonbury.

## Origine del nome
L'area che ora è Islington era originariamente chiamata Giseldone (1005), che significa "la duna (collina) di Gisla". Gisla è un vecchio nome inglese. Intorno al 1062 il nome cambiò in Gislandune (1062), più tardi in Isledon, che fu utilizzato fino al XVII secolo quando si stabilì l'attuale Islington.

## Storia
Enrico VIII possedeva alcune case di caccia in questo quartiere un tempo idilliaco, ma già nel XIX secolo era noto per i suoi negozi, teatri e sale da concerto. Il Regent's Canal fu costruito intorno al 1820 e ciò significò l'arrivo di baraccopoli industriali per Islington. È diventata una delle zone più povere di Londra. Negli ultimi decenni, tuttavia, Islington è stata gentrificata, quindi ora è molto attraente per i residenti con le sue piazze georgiane e le case vittoriane.

## Carattere
Islington è diventata una popolare zona residenziale per la ricca classe media negli ultimi decenni. Ci sono negozi di antiquariato e mercatini delle pulci nel Camden Passage un po' nascosto. A Islington si possono trovare anche vestiti vintage, materiale artistico, grafica, stampe, fotografie di rockstar degli anni precedenti e cibo biologico.
Molti piccoli ristoranti si sono stabiliti in particolare intorno alla stazione della metropolitana Angel. C'è anche un teatro (sopra un pub), The Old Red Lion Theatre, in cui si possono vedere produzioni indipendenti più piccole, così come vari club, tra cui il Double Club progettato da Carsten Höller, che si aggiunge alla cultura occidentale e congolese. 

## Islington nell'arte e nella letteratura
Islington è ampiamente citata nella letteratura e nei film inglesi contemporanei.
- Douglas Adams viveva a Islington e spesso lo usava come luogo per le sue trame di romanzi. Uno dei personaggi della sua Guida galattica per gli autostoppisti si chiama Hotblack Desiato, in onore di un noto agente immobiliare locale. Islington era anche il luogo in cui Arthur Dent incontra Trillian durante una festa in un appartamento.
- Nel romanzo di Neil Gaiman Nessun dove, Islington è un angelo che vive sotto Londra (il riferimento è alla locale stazione della metropolitana).
- Il Detective Ispettore Jury nei romanzi di Martha Grimes vive in una casa a Islington.
- L'opera teatrale Otherwise Engaged del drammaturgo Simon Gray è ambientata a Islington.
- Nell'opera comica The Zoo, composta da Arthur Sullivan, due dei personaggi principali sono il "Duca di Islington" e la sua amante, a cui chiede di diventare la Duchessa di Islington.
- Il libro di Nick Hornby Un ragazzo e il film da esso tratto, About a Boy - Un ragazzo così come il suo romanzo SLAM sono ambientati a Islington.
- Il film Diario di uno scandalo tratto dal romanzo di Zoë Heller è ambientato a Islington.
- La canzone Fugazi (1984) dei Marillion cita il quartiere così: The thief of Baghdad hides in Islington now – Praying deportation for his sacred cow.
- Parti della serie di Harry Potter sono ambientate a Islington. Qui si trova la sede dell'"Ordine della Fenice", in "Grimmauldplatz No. 12". "Claremont Square" è stata utilizzata come location per i film di Harry Potter, anche se alcune registrazioni sono state effettuate in studio.
- Islington è anche menzionato nei libri di James Bowen, ad es. B. in A Street Cat Named Bob e A Gift from Bob.
- A Islington hanno sede gli studi musicali di registrazione dei Pink Floyd, dove vi hanno registrato l'album Animals nel 1977. Inoltre il coro della Islington Green School ha partecipato al celeberrimo brano del gruppo Another Brick in the Wall parte 2.
- The bailiff's daughter of Islington è una canzone popolare inglese, trasposta in versi dal poeta Henry Morley (1822-1894), sulla quale il compositore inglese Leonard Butler (1869-1943) ha creato un'Improvvisazione sul tema, per pianoforte solo

## Trasporti
Islington è facilmente accessibile con i mezzi pubblici. La stazione della metropolitana Angel è un importante punto di trasferimento degli autobus.
Stazioni della metropolitana nelle vicinanze:
- Angel

Stazioni ferroviarie nelle vicinanze:
- Essex Road
- Highbury & Islington